# Michel Fokine
Pour les articles homonymes, voir Fokine.
Michel Fokine (en russe : Михаил Михайлович Фокин, Mikhaïl Mikhaïlovitch Fokine) est un danseur et chorégraphe russe né le 11 avril 1880 (23 avril dans le calendrier grégorien) à Saint-Pétersbourg et mort le 22 août 1942 à New York.

## Biographie
Après des études à l'école de danse de sa ville natale avec Platon Karsavine (le père de Tamara Karsavina), Pavel Gerdt et Nicolas Legat, Michel Fokine est engagé au théâtre Mariinsky en 1898 et nommé premier danseur et maître de ballet en 1904. En 1905, il épouse la danseuse Vera Antonova, qui sera sa partenaire principale tout au long de sa carrière.
Il est chorégraphe des Ballets russes de Serge de Diaghilev de 1909 à 1913. Quittant définitivement la Russie en 1918, Michel Fokine travaille en France, au Royaume-Uni et en Scandinavie, où il a pour élève Jean Börlin au Ballet royal danois.
Après avoir ouvert une école de danse à New York en 1921, il retourne régulièrement aux États-Unis et s'y installe en 1923. Il revient en Europe en tournée, travaille pour Ida Rubinstein pour Le Martyre de saint Sébastien (qui suscita, vainement, les foudres de l'archevêque de Paris, Mgr Amette, qui menaça d'excommunication tout catholique qui assisterait au spectacle), les Ballets de Monte-Carlo et les Ballets russes du colonel de Basil.
Il est le corédacteur, avec Maurice Ravel, de l'argument du ballet Daphnis et Chloé, créé en 1912.
Entre 1905 et sa mort, il créera une soixantaine de ballets.

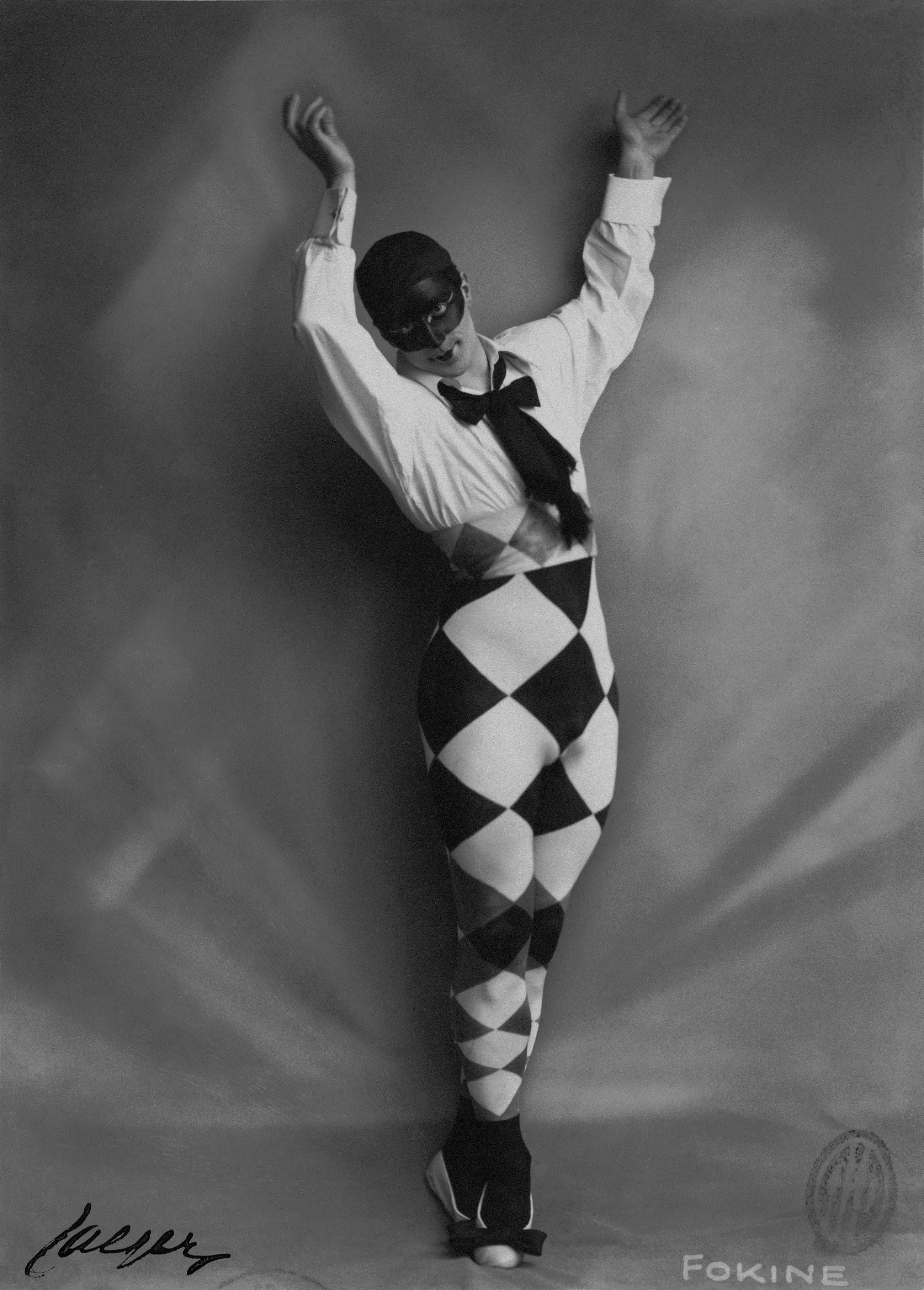
Michel Fokine en Arlequin, 1914.
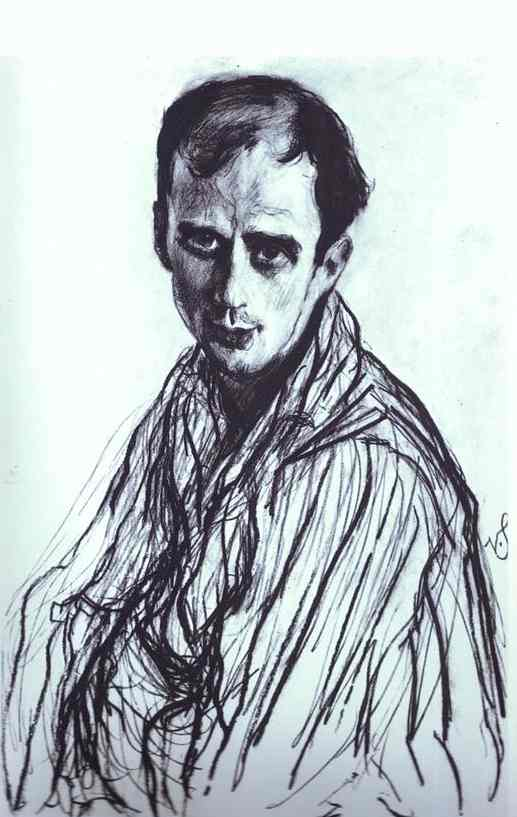
Portrait (1909).
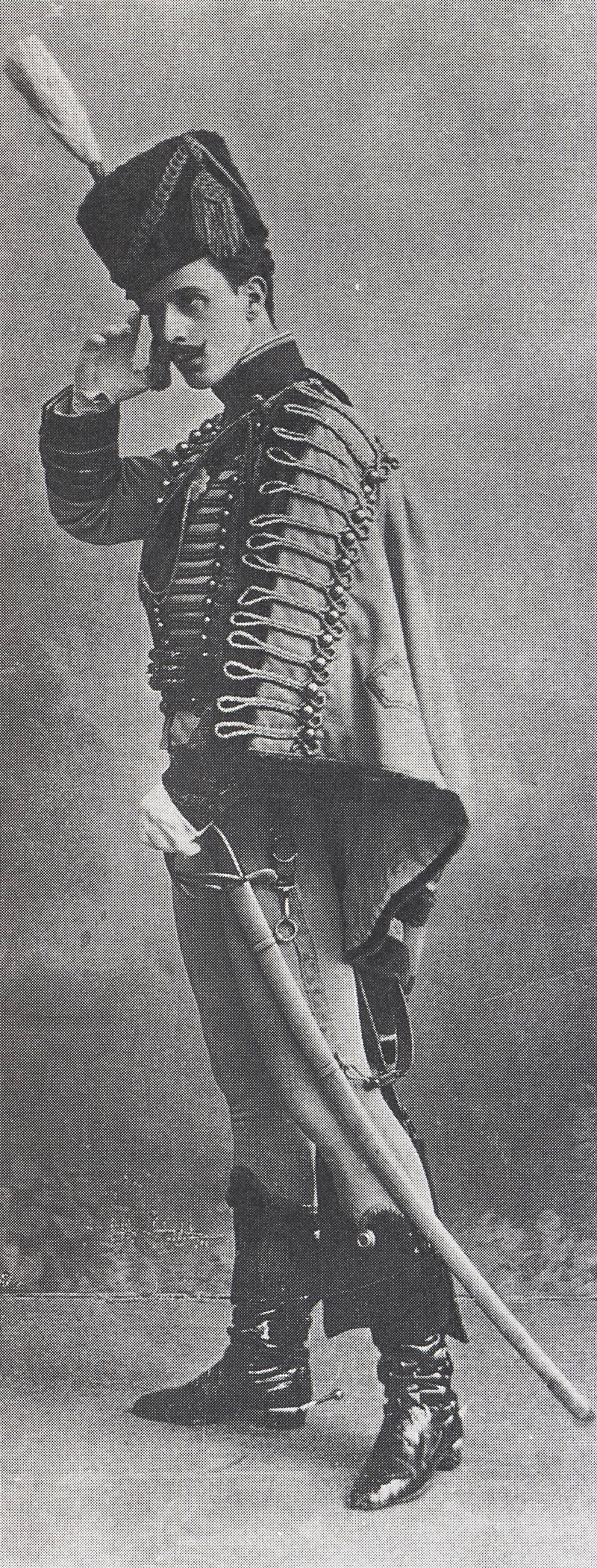
Saint-Pétersbourg vers 1900.
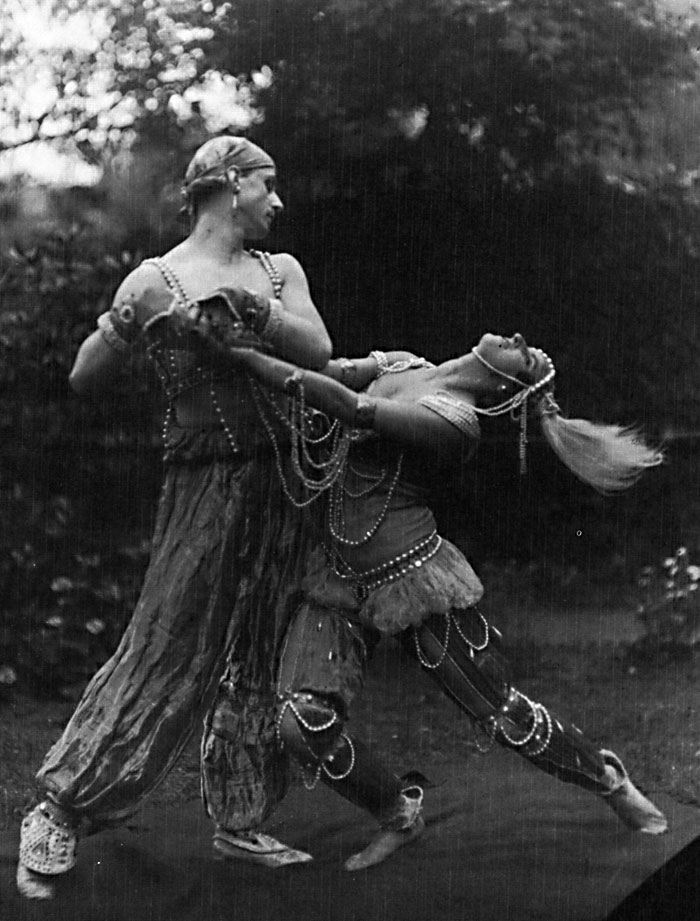
Fokine et Vera Fokina dans Shéhérazade, 1914.

## Principaux ballets

### À Saint-Pétersbourg
- 1905 : Acis et Galatée et La Mort du cygne, pour Anna Pavlova
- 1906 : Le Vol des papillons, Sevillana, Le Songe d'une nuit d'été d'après Marius Petipa, La Vigne[5] et Czardas
- 1907 : Eunice, Chopiniana et Le Pavillon d'Armide
- 1908 : La Nuit de Terpsichore, Nuit d'Égypte, Bal poudré, Les Quatre Saisons et la Danse des sept voiles
- 1910 : Bacchanale, Carnaval, Danse siamoise et Kobold
- 1912 : Les Papillons et Islamé
- 1915 : Le Rêve, Francesca da Rimini, Stenka Razin et Eros
- 1916 : Andantino, Khaitarma, Princesse Avriza et L'Apprenti sorcier
- 1917 : Abrek

### Pour lesBallets russes
- 1908 : Nuit d'Égypte
- 1909 : Le Pavillon d'Armide, Les Danses polovtsiennes, Le Festin et Les Sylphides
- 1910 : Carnaval, L'Oiseau de feu et Shéhérazade
- 1911 : Narcisse, Petrouchka, Sadko et Le Spectre de la rose
- 1912 : Daphnis et Chloé, Le Dieu bleu et Thamar
- 1914 : Le Coq d'or, La Légende de Joseph, Midas et 1912 Les Papillons

### À Stockholm
- 1918 : Les Quatre Saisons
- 1921 : Le Rêve de la marquise
- 1922 : The Adventures of Harlequin
- 1924 : Les Elfes
- 1925 : The Immortal Pierrot
- 1942 : Russian Soldier

### À New York
- 1920 : Mecca
- 1921 : Le Rêve de la marquise, Shaitan et Russian Toys
- 1922 : The Adventures of Harlequin, Voices of Spring, Chinese Dance et Humoresque and Polka
- 1923 : Frolicking Gods, Farljandio, Santa Claus et La Nuit ensorcelée
- 1924 : Olé Toro, Medusa et Les Elfes
- 1925 : The Immortal Pierrot
- 1928 : South Island Sea Dance

### À Paris
- 1934 : Diane de Poitiers
- 1935 : La Valse

### À Monte-Carlo
- 1936 : L'Épreuve d'amour